# Schmidt-féle rovarcsípés-erősségek

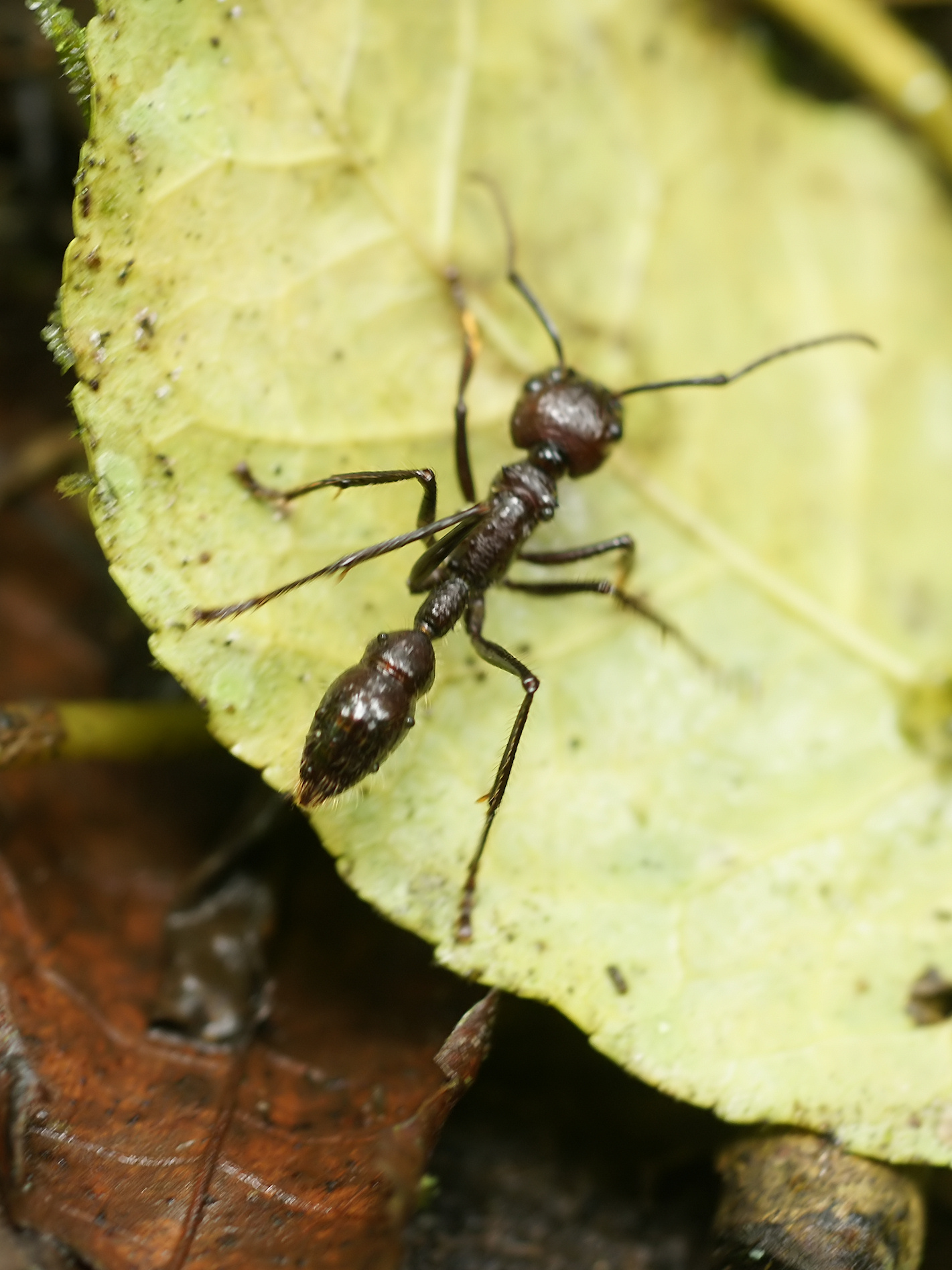
Trópusi bikahangya („24 órás hangya”), angolul bullet ant (pisztolygolyó-hangya) a rettenetes fájdalom miatt, amit okoz

A Schmidt-féle rovarcsípés-erősségek olyan fájdalomskála, amely a rovarok, hártyásszárnyúak szúrása vagy csípése okozta relatív fájdalmat becsüli meg. A skálát elsősorban Justin Orvel Schmidt (1947–) amerikai rovarász dolgozta ki, akinek számos cikke megjelent a témában (állítása szerint a legtöbb darázs meg is csípte munkája közben).

## Fájdalomskála
Az eredeti mű 1983-ban egy kísérlet volt arra, hogy rendszerbe foglalja és összehasonlítsa a rovarcsípések  hemolitikus tulajdonságait. A skála 0–4 közötti értékekre van osztva, ahol a 4-es a legélesebb fájdalmat jelöli. Három faj csípése sorolható a skála legmagasabb fájdalom-szintjére.
Az Európában előforduló és az egyik legveszélyesebbnek tartott csípés a lódarázsé. Ez a skálán csak 2-es fokozatot kapott. 
| Fájdalom- szint | Fájdalom                                            | Rovar                                                        |
| --------------- | --------------------------------------------------- | ------------------------------------------------------------ |
| 0               | Nincs hatással az emberre                           |                                                              |
| 1,0             | Mérsékelt, enyhe, átmeneti                          |                                                              |
| 1,2             | Éles, hirtelen, nem hosszan tartó                   | tűzhangyák                                                   |
| 1,8             | Szúró, éles fájdalom, lassan múló                   | bütyköshangyák (Myrmicinae)                                  |
| 2,0             | Erős, viszonylag hosszú ideig tartó                 | darazsak, méhek fehérarcú lódarázs (Dolichovespula maculata) |
| 2,x             | Mint egy fellángoló gyufaszál a bőrön               | lódarázs                                                     |
| 3,0             | Maró, égő, kegyetlen                                | déli papírdarázs, floridai aratóhangya                       |
| 4,0             | Tiszta, heves, pisztolylövésre emlékeztető fájdalom | trópusi bikahangya, tarantulaölő darázs, harcos darázs       |

## Fordítás
Ez a szócikk részben vagy egészben  a   Schmidts smärtindex című svéd Wikipédia-szócikk fordításán alapul.  Az eredeti cikk szerkesztőit annak laptörténete sorolja fel. Ez a jelzés csupán a megfogalmazás eredetét és a szerzői jogokat jelzi, nem szolgál a cikkben szereplő információk forrásmegjelöléseként.